# Wesley Gassova
Wesley Gassova Ribeiro Teixeira (São Paulo, 5 de marzo de 2005) es un futbolista brasileño. Juega de extremo izquierdo y su equipo actual es el Al-Nassr Football Club de la Liga Profesional Saudí.

## Trayectoria
Debutó como profesional el 20 de abril de 2022, ingresó al minuto 74 para enfrentar a Portuguesa por Copa de Brasil y empataron 1-1 en el Estadio do Café. En su primera temporada como profesional jugó 4 partidos.
El 28 de abril de 2024, Wesley anotó dos goles y Corinthians venció 3-0 a Fluminense en el Neo Química Arena por el Campeonato Brasileño.
A finales de agosto de 2024, fue anunciado su fichaje a cambio de 20 millones de dólares, por Al-Nassr Football Club. Compartió plantel con jugadores como Cristiano Ronaldo, Sadio Mané, Otávio y Aymeric Laporte.

## Selección nacional
Wesley ha sido parte de la selección de Brasil en la categoría sub-20.
Durante 2024 fue parte del proceso de la sub-20, debutó en un amistoso contra México el 5 de septiembre, ingresó en el transcurso del segundo tiempo y ganaron 2-1. Unos días después jugaron la revancha, volvió a tener minutos como suplente y ganaron 3-2.
A finales de diciembre fue confirmado para jugar el Sudamericano Sub-20 de 2025. Estuvo presente en 8 partidos, clasificaron a la Copa Mundial y en la última jornada se coronaron campeones del torneo.

## Estadísticas

### Clubes
Actualizado al último partido citado el 25 de mayo de 2025.
| Club                          | Div.          | Temporada     | Liga  | Liga  | Liga   | Estatal | Estatal | Estatal | Copas nacionales | Copas nacionales | Copas nacionales | Copas internacionales | Copas internacionales | Copas internacionales | Total | Total | Total  |
| Club                          | Div.          | Temporada     | Part. | Goles | Asist. | Part.   | Goles   | Asist.  | Part.            | Goles            | Asist.           | Part.                 | Goles                 | Asist.                | Part. | Goles | Asist. |
| ----------------------------- | ------------- | ------------- | ----- | ----- | ------ | ------- | ------- | ------- | ---------------- | ---------------- | ---------------- | --------------------- | --------------------- | --------------------- | ----- | ----- | ------ |
| S. C. Corinthians · Brasil    | 1.ª           | 2022          | 2     | 0     | 0      | -       | -       | -       | 2                | 0                | 0                | -                     | -                     | -                     | 4     | 0     | 0      |
| S. C. Corinthians · Brasil    | 1.ª           | 2023          | 24    | 1     | 2      | 1       | 0       | 0       | 2                | 0                | 0                | 7                     | 1                     | 0                     | 34    | 2     | 2      |
| S. C. Corinthians · Brasil    | 1.ª           | 2024          | 23    | 2     | 1      | 11      | 1       | 0       | 5                | 1                | 2                | 7                     | 1                     | 0                     | 46    | 5     | 3      |
| S. C. Corinthians · Brasil    | Total club    | Total club    | 49    | 3     | 3      | 12      | 1       | 0       | 9                | 1                | 2                | 14                    | 2                     | 0                     | 84    | 7     | 5      |
| Al-Nassr F. C. Arabia Saudita | 1.ª           | 2024-25       | 10    | 0     | 0      | —       | —       | —       | 2                | 0                | 0                | 10                    | 1                     | 3                     | 22    | 1     | 3      |
| Al-Nassr F. C. Arabia Saudita | 1.ª           | 2025-26       | 0     | 0     | 0      | —       | —       | —       | -                | -                | -                | -                     | -                     | -                     | 0     | 0     | 0      |
| Al-Nassr F. C. Arabia Saudita | Total club    | Total club    | 10    | 0     | 0      | 0       | 0       | 0       | 2                | 0                | 0                | 10                    | 1                     | 2                     | 22    | 1     | 3      |
| Total carrera                 | Total carrera | Total carrera | 59    | 3     | 3      | 12      | 1       | 0       | 11               | 1                | 2                | 24                    | 3                     | 3                     | 106   | 8     | 8      |
| 1. 2.                         |               |               |       |       |        |         |         |         |                  |                  |                  |                       |                       |                       |       |       |        |

### Selección
Actualizado al último partido citado el 16 de febrero de 2025.
| Selección         | Temporada         | Continental | Continental | Continental | Mundial | Mundial | Mundial | Amistosos | Amistosos | Amistosos | Total | Total | Total  |
| Selección         | Temporada         | Part.       | Goles       | Asist.      | Part.   | Goles   | Asist.  | Part.     | Goles     | Asist.    | Part. | Goles | Asist. |
| ----------------- | ----------------- | ----------- | ----------- | ----------- | ------- | ------- | ------- | --------- | --------- | --------- | ----- | ----- | ------ |
| Sub-20 · Brasil   | 2024              | —           | —           | —           | —       | —       | —       | 2         | 0         | 0         | 2     | 0     | 0      |
| Sub-20 · Brasil   | 2025              | 8           | 0           | 1           | -       | -       | -       | 0         | 0         | 0         | 8     | 0     | 1      |
| Sub-20 · Brasil   | Total sel.        | 8           | 0           | 1           | 0       | 0       | 0       | 2         | 0         | 0         | 10    | 0     | 1      |
| Total selecciones | Total selecciones | 8           | 0           | 1           | 0       | 0       | 0       | 2         | 0         | 0         | 10    | 0     | 1      |
| 1.                |                   |             |             |             |         |         |         |           |           |           |       |       |        |

## Palmarés

### Títulos internacionales
| Título                         | Equipo              | País      | Año  |
| ------------------------------ | ------------------- | --------- | ---- |
| Campeonato Sudamericano Sub-20 | Selección de Brasil | Venezuela | 2025 |

### Distinciones individuales
| Distinción                                                       | Año  |
| ---------------------------------------------------------------- | ---- |
| Parte de los 30 mejores jugadores sub-20 del mundo para L'Équipe | 2024 |